# Alvor
Alvôr es una freguesia portuguesa del concelho de Portimão, con 15,25 km² de superficie y 4.977 habitantes (2001). Su densidad de población es de 326,3 hab/km².

## Galería

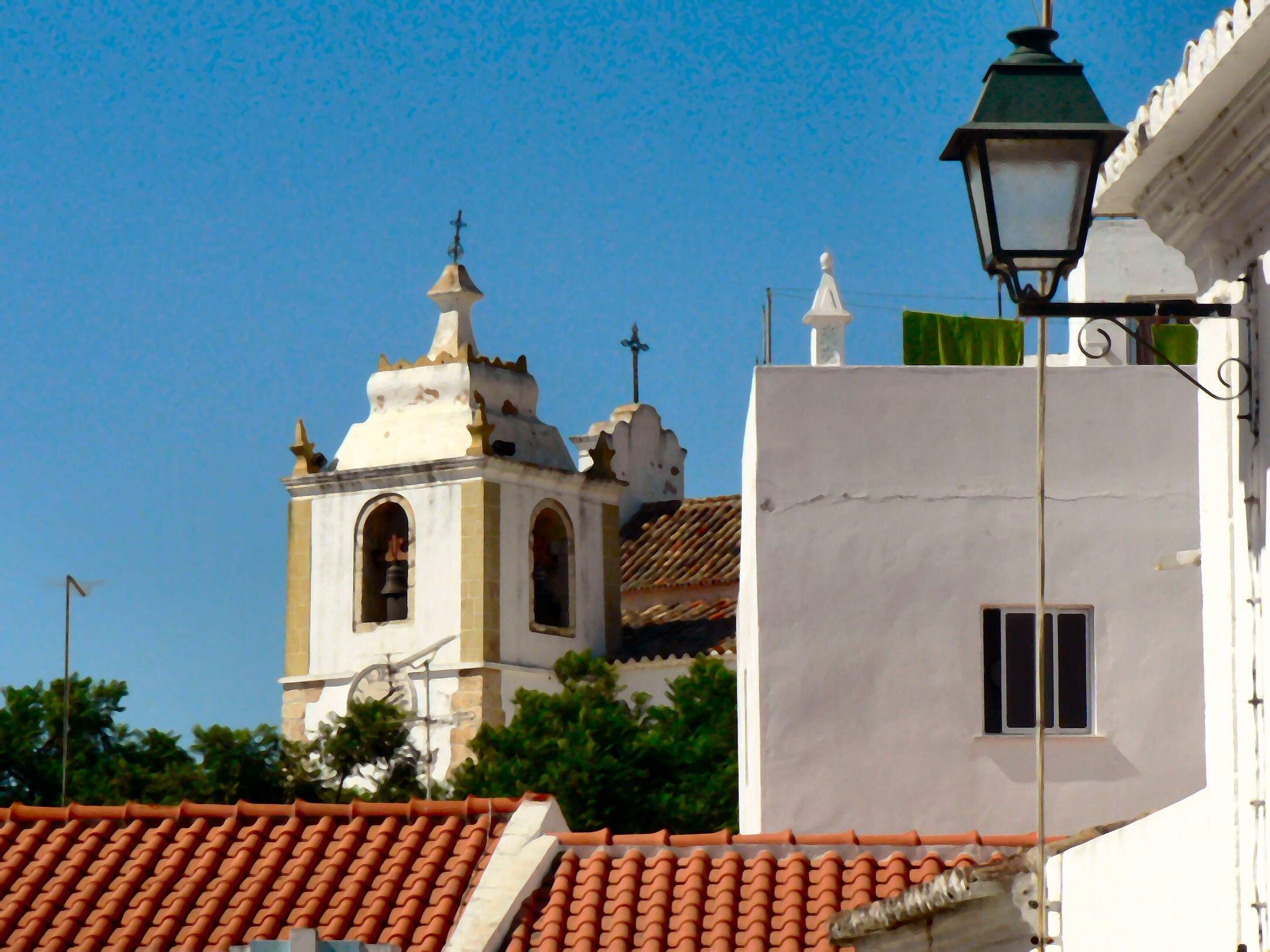
Torre de la Iglesia Matriz de Alvor.